# Sturnira burtonlimi
Sturnira burtonlimi (Velazco & Patterson, 2014) è un pipistrello della famiglia dei Fillostomidi diffuso nell'America centrale.

## Descrizione

### Dimensioni
Pipistrello di medie dimensioni, con la lunghezza totale tra 70 e 72 mm, la lunghezza dell'avambraccio di 44 mm, la lunghezza del piede di 14 mm, la lunghezza delle orecchie di 15 mm e un peso fino a 19 g.

### Aspetto
La pelliccia è lunga e lanosa, composta da peli di quattro colori dorsalmente e tricolori ventralmente. Le parti dorsali sono marroni scure con la base dei peli grigio chiara, mentre le parti ventrali sono come il dorso. Il muso è corto e largo. La foglia nasale è ben sviluppata e lanceolata, con la porzione anteriore saldata al labbro superiore. Le orecchie sono corte, triangolari, con l'estremità arrotondata ed ampiamente separate. Il trago è corto ed affusolato. Le membrane alari sono marroni scure e attaccate posteriormente sulle caviglie. Gli arti inferiori ed i piedi sono densamente ricoperti di corti peli. È privo di coda, mentre l'uropatagio è ridotto ad una frangia di peli lungo la parte interna degli arti inferiori.

## Biologia

### Alimentazione
Si nutre di frutta.

## Distribuzione e habitat
Questa specie è conosciuta soltanto in due località della Costa Rica e di Panama.
Vive nelle foreste montane tra 1.290 e 1.500 metri di altitudine.

## Conservazione
Questa specie, essendo stata scoperta solo recentemente, non è stata sottoposta ancora a nessun criterio di conservazione.